# Pascale Breton
Pour les articles homonymes, voir Breton (homonymie).
Pascale Breton, née le 26 décembre 1960 à Morlaix est une scénariste et réalisatrice de cinéma et de télévision.

## Biographie
Pascale Breton étudie la géographie et l’aménagement du territoire à Rennes 2 puis à Paris 1. Elle vient au cinéma par le Super 8, la cinéphilie et l’écriture. D’abord scénariste, elle collabore notamment avec Catherine Corsini.
En 1995, elle réalise son premier film, La Huitième Nuit, moyen-métrage en noir et blanc. Cette comédie sur un traducteur (Arnold Barkus) en proie avec une langue qu’il ne parle pas remporte le prix du scénario au Festival Premiers Plans d’Angers 1996 et, la même année, le grand prix au Festival de Clermont-Ferrand. Trois moyens-métrages suivent, dont le plus remarqué est Les Filles du douze, qui reçoit le Grand Prix du Festival de Brest et est nommé aux Césars en 2002.
Son premier long-métrage, Illumination , chronique d’un jeune pêcheur (Clet Beyer) en crise avec la réalité, est produit par Paulo Branco et sort en 2004. Il remporte notamment le prix KNF au Festival de Rotterdam en 2005.
En 2014, Pascale Breton réalise son deuxième long-métrage, Suite Armoricaine avec Valérie Dréville, Elina Löwensohn, Catherine Riaux et Kaou Langoët, dont le principal décor est l’Université de Rennes 2. Sélectionné en compétition internationale au Festival de Locarno en 2015, il remporte le prix FIPRESCI de la presse internationale.

## Filmographie

### Réalisatrice
- 1995 : La Huitième Nuit
- 1998 : La Réserve (court-métrage)
- 2000 : Les Filles du douze (court-métrage)
- 2001 : La Chambre des parents[4] (moyen-métrage)
- 2004 : Illumination (long-métrage)
- 2013 : Château rose (moyen-métrage)
- 2015 : Suite armoricaine (long-métrage)

### Scénariste
- 1994 : Les Amoureux
- 1994 : Le Garçon qui ne dormait pas (TV)
- 1995 : Confession secrète (TV)
- 1995 : La Huitième nuit (court-métrage)
- 1998 : Telle mère, telle fille (TV) d'Élisabeth Rappeneau
- 1998 : La Réserve
- 1999 : De père en fils (TV)
- 2000 : Les Filles du douze  (court-métrage)
- 2001 : La Chambre des parents (moyen-métrage)
- 2001 : La Répétition
- 2004 : Illumination
- 2007 : Les Diablesses (TV)
- 2012 : Emma (TV) (scenario & adaptation)
- 2013 : Château rose (moyen-métrage)
- 2015 : Suite armoricaine

### Actrice
- 1995 : La Huitième nuit : la traductrice
- 1999 : L'Attaque de la moussaka géante : la journaliste française